# Liste des députés de Côte d'Ivoire (France)
Cet article présente la liste des députés élus dans l'ancienne colonie française de Côte d'Ivoire.
| Régime                                             | Législature                          | Début de mandat  | Fin de mandat     | Durée                     | Député(s)                | Groupe                                                      | Ref   |
| -------------------------------------------------- | ------------------------------------ | ---------------- | ----------------- | ------------------------- | ------------------------ | ----------------------------------------------------------- | ----- |
| Gouvernement provisoire de la République française | Ire Assemblée nationale constituante | 21 octobre 1945  | 10 juin 1946      | 7 mois et 20 jours        | Félix Houphouët-Boigny   | Républicains et Résistants                                  | [ 2 ] |
| Gouvernement provisoire de la République française | Ire Assemblée nationale constituante | 21 octobre 1945  | 10 juin 1946      | 7 mois et 20 jours        | François Reste de Roca   | Radical et radical-socialiste                               | [ 3 ] |
| Gouvernement provisoire de la République française | IIe Assemblée nationale constituante | 14 juin 1946     | 27 novembre 1946  | 5 mois et 13 jours        | Félix Houphouët-Boigny   | Union républicaine et résistante                            | [ 2 ] |
| Gouvernement provisoire de la République française | IIe Assemblée nationale constituante | 2 juin 1946      | 27 novembre 1946  | 5 mois et 25 jours        | André Schock             | Républicains indépendants                                   | [ 4 ] |
| Quatrième République                               | Ire législature                      | 10 novembre 1946 | 4 juillet 1951    | 4 ans, 7 mois et 24 jours | Félix Houphouët-Boigny   | Union républicaine et résistante                            | [ 2 ] |
| Quatrième République                               | Ire législature                      | 10 novembre 1946 | 4 juillet 1951    | 4 ans, 7 mois et 24 jours | Daniel Ouezzin Coulibaly | Union républicaine et résistante                            | [ 5 ] |
| Quatrième République                               | Ire législature                      | 10 novembre 1946 | 4 juillet 1951    | 4 ans, 7 mois et 24 jours | Philippe Kaboré-Zinda    | Union républicaine et résistante                            | [ 6 ] |
| Quatrième République                               | IIe législature                      | 17 juin 1951     | 1er décembre 1955 | 4 ans, 5 mois et 14 jours | Félix Houphouët-Boigny   | Rassemblement démocratique africain                         | [ 2 ] |
| Quatrième République                               | IIe législature                      | 17 juin 1951     | 1er décembre 1955 | 4 ans, 5 mois et 14 jours | Sekou Sanogo             | Rassemblement du peuple français                            | [ 7 ] |
| Quatrième République                               | IIIe législature                     | 2 janvier 1956   | 7 septembre 1958  | 8 mois et 5 jours         | Félix Houphouët-Boigny   | Union démocratique et socialiste de la Résistance et du RDA | [ 2 ] |
| Quatrième République                               | IIIe législature                     | 2 janvier 1956   | 7 septembre 1958  | 8 mois et 5 jours         | Daniel Ouezzin Coulibaly | Union démocratique et socialiste de la Résistance et du RDA | [ 5 ] |
| Cinquième République                               | Ire législature                      | 9 décembre 1958  | 8 février 1959    | 1 mois et 30 jours        | Félix Houphouët-Boigny   | /                                                           | [ 2 ] |